# 秘密のビートルズ
秘密のビートルズ（ひみつのビートルズ）は、2018年5月より和歌山放送で放送している、ビートルズに特化したラジオ番組。毎月隔週(第2・第4)土曜日の20時から20時30分で放送している。

## 解説
パーソナリティーはフリープロデューサー(元毎日放送プロデューサー)の大谷武文。
これまで、ビートルズの楽曲を年代別に紹介しながら、曲の制作にまつわるエピソードを紹介。時には出演者自らギターを弾き、曲の成り立ちなどもに詳しく触れている。
今までにビートルズが発表した公式曲213曲はほぼ全てカバー。またビートルズ以外にもビートルズのDNAを持ったアーティストの曲なども取り上げている。
今後はビートルズ解散後のメンバーそれぞれのソロ活動について紹介していく予定。